# موبایل‌آی
موبایل‌آی (انگلیسی: Mobileye) شرکت خودروسازی اسرائیلی است، که در سال ۱۹۹۹ تأسیس شد و هم‌اکنون زیرمجموعه‌ای از شرکت اینتل می‌باشد.